# Soul Dancing
Soul Dancing è il terzo album in studio della cantante statunitense Taylor Dayne, pubblicato nel 1993.

## Tracce
1. I'll Wait – 4:46
2. Send Me a Lover – 4:29
3. Can't Get Enough of Your Love, Babe – 4:28
4. Say a Prayer – 5:24
5. Dance with a Stranger – 4:29
6. I Could Be Good for You – 4:26
7. Soul Dancing – 4:35
8. The Door to Your Heart (duetto con Keith Washington) – 4:12
9. Someone Like You – 3:51
10. Memories – 4:47
11. If You Were Mine – 5:01